# El Triunfo (Ecuador)
El Triunfo è una parrocchia urbana dell'Ecuador, capoluogo dell'omonimo cantone, nella provincia del Guayas.